# Skrzeszewy
Skrzeszewy – wieś sołecka w Polsce położona w województwie mazowieckim, w powiecie gostynińskim, w gminie Pacyna.
W latach 1975–1998 miejscowość administracyjnie należała do województwa płockiego.

## Opis wsi
W Skrzeszewach znajduje się zabytkowy neorenesansowy pałac z końca XIX w., otoczony parkiem o powierzchni 2,6 ha. Obecnie pełni rolę kościoła, oraz Zakładu Opiekuńczo-Leczniczego dla kobiet. Pałacem zajmuje się Zgromadzenie Sióstr Franciszkanek Rodziny Maryi.
Na początku XX wieku miejscowość zamieszkiwała niewielka społeczność mariawicka, przynależąca do parafii Przenajświętszego Sakramentu w Łowiczu. Swój cmentarz wyznaniowy posiadali w Zdunach. We wsi znajdowała się bezpłatna ochronka mariawicka i kaplica obsługiwana przez kapłana Marię Tytusa Siedleckiego, późniejszego biskupa Kościoła Katolickiego Mariawitów. Na nabożeństwa uczęszczali także mariawici z Żychlina, którzy utworzyli w mieście własną kaplicę domową. W roku 1923 placówka liczyła 92 wiernych.
We wsi działa amatorska drużyna piłkarska Gradobicie Skrzeszewy, zrzeszająca młodych mieszkańców. Jej początki sięgają lat 90. XX wieku, aczkolwiek dopiero w roku 2007 została oficjalnie zgłoszona pod tą nazwą do udziału w turnieju piłki nożnej halowej w Żychlinie. Swoje pierwsze zwycięstwo zanotowała już w debiucie, na początku grudnia 2007 r., kiedy to pokonała 6:3 FC Przysowę i dostała się w tym roku do Orange Ekstraklasy.